# Madeira címere

Madeira címere

Madeira címere egy függőlegesen osztott pajzs, amelynek sávjai kék, sárga és kék színűek, a sárga sáv közepén a Krisztus Rend keresztjével. A pajzsot két oldalt egy-egy fóka tartja, a pajzsot felül sisak és a felett egy sárga gyűrűsgömb díszíti. Alul fehér szalagon a mottó olvasható: „Das ilhas as mais belas e livres” (Minden sziget közül a legszebb és legszabadabb).